# Hosackia hintoniorum
Hosackia hintoniorum là một loài thực vật có hoa trong họ Đậu. Loài này được (B.L.Turner) D.D.Sokoloff mô tả khoa học đầu tiên.